# Bela Lugosi's Dead
«Bela Lugosi's Dead» es el sencillo debut de la banda inglesa de post-punk Bauhaus, producido y publicado en el Reino Unido en 1979, sólo en disco de vinilo de 12 pulgadas.
Es considerado por muchos como la primera canción de lo que al poco se identificó como rock gótico, que derivaría a su vez en la subcultura gótica. Aunque no entró en listas de popularidad, en parte por lo poco comercial que resultó con su duración de más de nueve minutos y lo que en ese momento fuera una difícil clasificación.
Los cuatro miembros del grupo aparecen como autores del tema, como lado B apareció el tema "Boy" y, aunque algunas ediciones no lo listan, apareció también una primera versión de lo que sería su siguiente sencillo. Desde 1988, está disponible en formato CD.

## Listado de canciones
| Lado A |                      |          |  |
| N.º    | Título               | Duración |  |
| 1.     | «Bela Lugosi's Dead» | 9:31     |  |

| Lado B |                       |          |  |
| N.º    | Título                | Duración |  |
| 1.     | «Boy»                 | 3:09     |  |
| 2.     | «Dark Entries» (demo) | 1:20     |  |

## Descripción
Bela Lugosi's Dead es una canción de cerca de diez minutos, que fue grabada “en vivo en estudio”, es decir, sin un trabajo excesivo de ingeniería; en una sola toma. La parte vocal no se integra si no hasta varios minutos después de comenzada.
La sesión de grabación tomó unas seis horas, en los Beck Studios, el 26 de enero de 1979. Posee una característica guitarra de influencia dub, y raros efectos toscos que se consiguieron con trucos de producción básica.
La letra está inspirada y hace abierta referencia, desde luego, al actor húngaro Bela Lugosi, quien estableciera la imagen cinematográfica y moderna del vampiro. Ésta hace el planteamiento sobre el no-muerto, vampiros, escenarios góticos y aún la vestimenta, que al poco se popularizarían en la música de género post-punk, sobre todo inglesa.
La edición original del sencillo fue de tan sólo 5000 copias.[cita requerida] La portada del disco fue tomada de una imagen de la cinta de D. W. Griffith, Las Tristezas de Satán de 1926.

## Versiones
Existen tres versiones oficiales de "Bela Lugosi's Dead".
1. La original de en agosto de 1979 del sello Small Wonder. Fue editada posteriormente como sencillo con la canción "Boys". Esta versión no está incluida en ninguna recopilación de Bauhaus excepto en el recopilario de 1998 "Crackle" (no en su versión de Spotify que incluye la mezcla "Tomb Raider Mix").
2. La segunda es la versión en vivo de "Press the Eject and Give Me the Tape" grabada el 24 de febrero de 1982 en The Old Vic, Londres. Aparece en la compilación "Bauhaus 1979-1983" y en la película "El Ansia".
"Bauhaus" apareció en la televisión de la BBC en Riverside Studios el 8 de febrero de 1982 tocando su single "Kick In The Eye" y la versión original de estudio de  "Bela Lugosi's Dead". Tony Scott vio el programa y propuso a la banda tocar el tema en su película debut "The Hunger". La banda no quería usar la versión original, al final usaron la versión en vivo de "Press The Eject And Give Me The Tape".
De esta historia surgió otra versión de la canción:
3. La tercera versión se llama "Tomb Raider Mix". Cuando Mark Wallis estaba remasterizando todos los álbumes de Bauhaus en la década de 2000, encontró una pista oculta, una toma vocal de estudio de "Bela" que la banda quiso poner en su día sobre la versión en vivo de "Press the Eject and Give Me the Tape" para usarla en los títulos de apertura de "The Hunger". Mark Wallis terminó el proyecto, remezcló la toma vocal con la música de la versión en vivo, limpiando todas las reverberaciones y el público, y obteniendo una versión de estudio falsa de la canción, ya que la música realmente se tocó en concierto. Esta versión aparece en las compilaciones de Bauhaus, "Crackle" (versión Spotify) y "Singles".

## Popularidad
La canción ha sido sumamente popular e influyente, no sólo para el género que germinó, sino aún fuera de la música, es, por ejemplo, recordada por su uso en el inicio de la película El Ansia de Tony Scott, en donde aparece Peter Murphy interpretándola en una versión que suena algo más sombría a su publicación original.